# Nikołaj Troicki (piłkarz)
Nikołaj Troicki (ur. 1897, zm. 1948) – rosyjski/radziecki piłkarz, napastnik.
Zawodnik moskiewskich drużyn Nowogiriejewo, KFS, Dinamo i MSFK.